# Redskins de Sheboygan

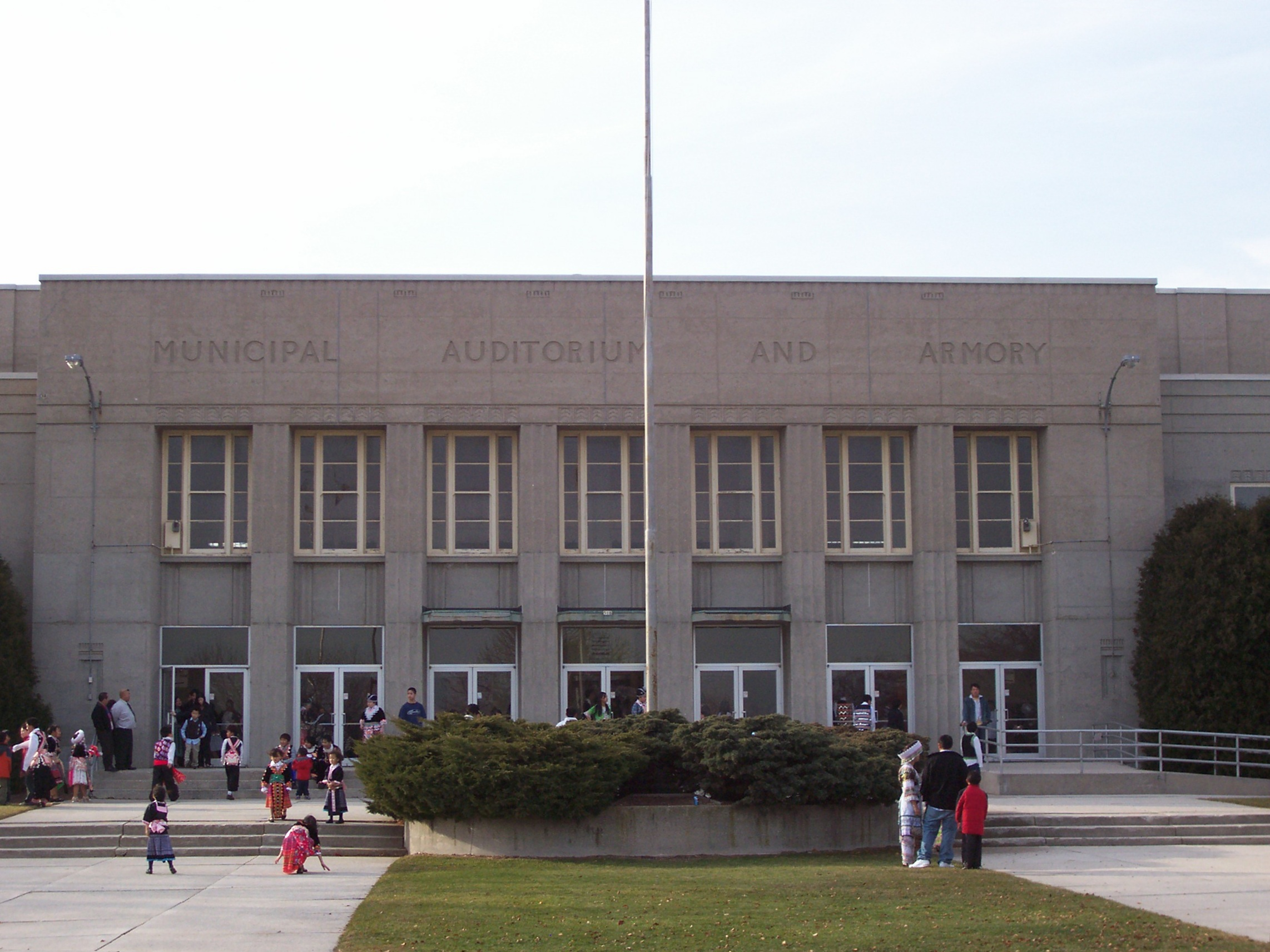
Le Sheboygan Municipal Auditorium, ancienne salle des Redskins de Sheboygan

Les Redskins de Sheboygan (en anglais : Sheboygan Redskins) sont une équipe de basket-ball de National Basketball League, puis de National Basketball Association et enfin de NPBL, basée dans la ville de Sheboygan (Wisconsin). Elle a disparu en 1951.

## Historique
Saison 1949-50 : 22-40 (35,5 %) ; l'équipe était qualifiée pour les play-offs de cette unique année de NBA.
Le club n'a rien à voir avec les Redskins de Washington, club de football américain.

## Noms et ligues successifs
- 1938-49 (NBL) Red Skins de Sheboygan
- 1949-50 (NBA) Red Skins de Sheboygan
- 1950-51 (NPBL) Red Skins de Sheboygan

## Entraîneurs successifs
L'équipe a eu un seul entraîneur durant sa seule année de NBA.
- Ken Suesens (en) 1949-1950